# Astrid van der Knaap
Astrid van der Knaap (Kwintsheul, 8 oktober 1964) is een Nederlands voormalig badmintonspeelster. 

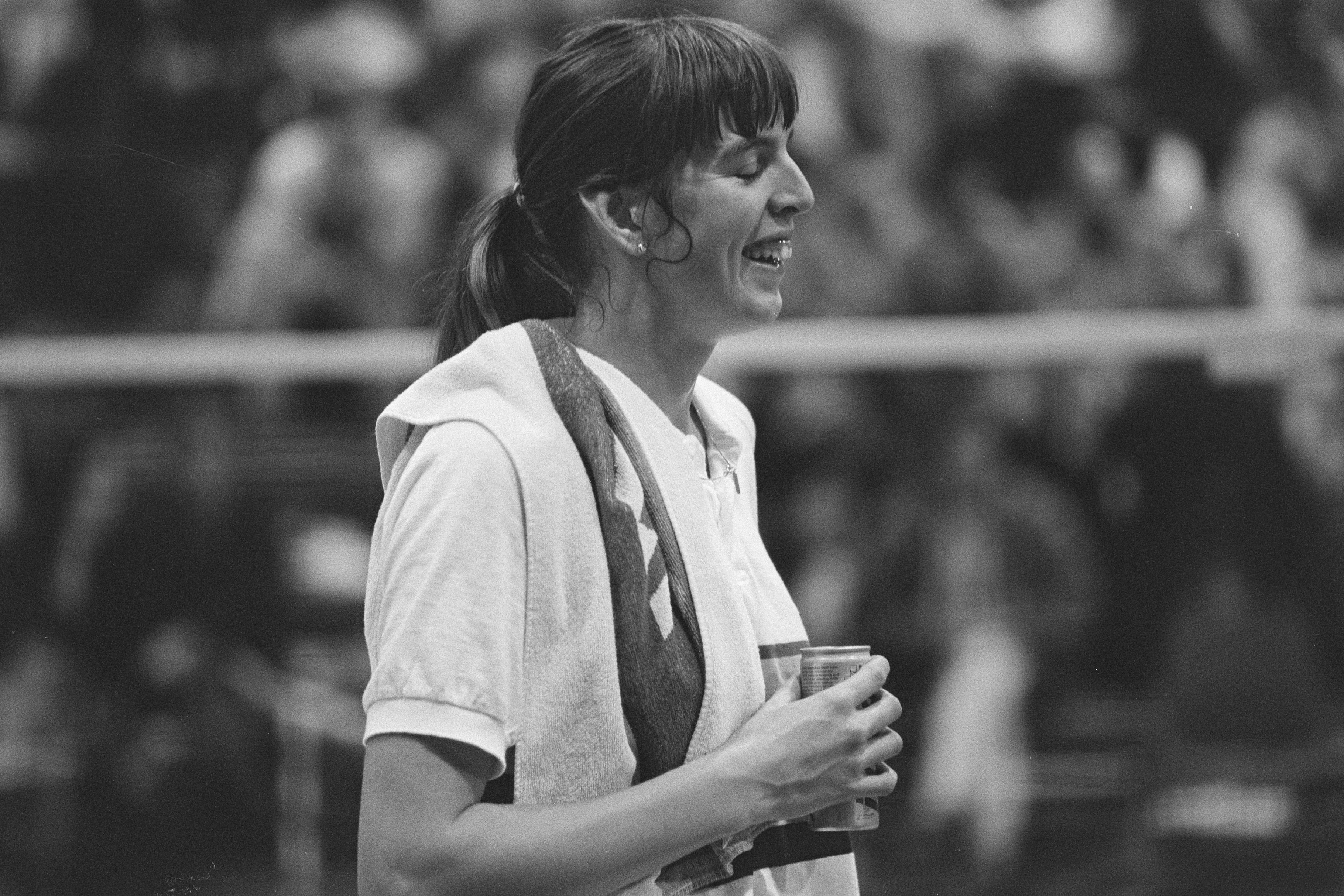
Nationaal kampioenschap badminton in Nieuwegein Astrid van de Knaap

Ze werd viervoudig Nederlands Kampioene enkelspel in 1988, 1991, 1993 en 1994. Ze was verliezend finaliste in het enkelspel bij de Dutch Open in 1988. 
Van der Knaap was internationaal actief en won in 1986/87 de Belgian International Poona Open en in 1987 & 1992 het Swiss Open in het enkelspel. Ook won ze in Oostenrijk in 1987 de Austrian International, ze behaalde ook de halve finale bij de German Open in 1989. In 1991 won ze de Amor International in Groningen en de Portugese International. En in 1992 won ze in Zwitserland behalve de Swiss Open ook de La Chaux-de-Fonds International. Ze kwalificeerde zich voor het individuele toernooi van de Olympische Zomerspelen 1992.
In de Nederlandse competitie speelde ze vanaf 1981/82 in de eredivisie voor VELO, waar ze doorkwam vanuit de eigen jeugd. Met de Wateringense club werd ze in 1984/85, 1987/88, 1988/89 en 1989/90 landskampioen, bijgestaan door onder meer meervoudig Nederlands mannenkampioenen Uun Santosa en Jeroen van Dijk.
Na haar badmintoncarrière is Van der Knaap aan het werk gegaan als editor/producent van tv-programma's, waaronder Ushi en Van Dijk. Ze woont tegenwoordig in Dubai.